# Middelwijkstraat 48-50 (Soest)
Middelwijkstraat 48-50 is een gemeentelijk monument in Soest in de provincie Utrecht.
Het dubbele landhuis werd ontworpen door de eerste bewoner die in de helft van het pand ging wonen. De beide hoofddaken staan haaks op de weg met een dwars dak ertussen. De beide puntgevels hebben een erker met bovenlichten en een laddervenster. Ook op de verdieping zijn laddervensters geplaatst. In elke zijgevels is een uitbouw met portaal. Daarboven is een balkondeur met zijlichten. De tuinmuur in het verlengde van de gevels sluit aan bij de garages.